# بينغياو
بينغياو (باللغة الصينية: 平遥; وباللغة البينية: Píngyáo) هي مدينة تقع في وسط مقاطعة شانشى في الصين، وتبعد ما يقارب 715 كيلومتر (444 ميل) عن مدينة بكين من جهة الجنوب وتبعد مسافة 80 كيلومتر (50 ميل) عن عاصمة المقاطعة تايوان. كانت بينغياو هي المركز المالي للصين في عهد أسرة تشينغ. وتعتبر هذه المدينة القديمة التي يعود تاريخها إلى 2700 سنة والمشهورة بجدرانها وأسوارها المحفوظة حتى الآن هي مركز اليونيسكو للتراث العالمي وتعد أيضًا من مناطق الجذب السياحية. وما يزال يسكنها حوالي 50000 شخص.

## الأهمية التاريخية
ما زالت مدينة بينغياو تحافظ على تخطيطها وتصميمها منذ عهد سلالات مينغ وتشينغ، فهي تملك نفس طراز باغوا النموذجي. كما ويوجد أكثر من 300 مكان داخل المدينة أو قربها ذو طرازٍ أثري، ويوجد أيضًا ما يقارب 4,000 مسكن يحتفظ بطراز مينغ وتشينغ. كذلك الشوارع والمحلات فما زالت تحتفظ بمظهرها التاريخي.
وفي فترة الربيع والخريف كانت المدينة تُعتبر ضمن مملكة جِن. أما في فترة الدول المتحاربة فكانت جزءً من مملكة تشاو. وكانت تُعرف باسم بينغياو في عهد أسرة تشين، أمّا في عهد أسرة هان فكانت تُسمى بمقاطعة تشونغدو. وفي عام 1986م قام شعب جمهورية الصين باعتبار بينغياو كأحد المدن التاريخية والتراثية، وفي عام 1997م أصبحت مركزًا للتراث العالمي والتي تشمل معبد زينغيو وومعبد شوانجلين البعيدان عن المركز.

## أسوار المدينة
تم بناء أسوار مدينة بينغياو في السنة الثالثة من إمبراطورية هونغوو (1379). يوجد ست بوابات باربيكان في هذه الأسوار، فيوجد بوابة واحدة في الجانب الشمالي وأخرى بالجانب الجنوبي، أما الجانبين الشرقي والغربي فيحتوي كلٌ منهما على بوابتين. كان يغلب على المدينة شكل أو نمط السلحفاة (رأس وذيل وأربعة أرجل), مما أكسبها اسم (مدينة السلحفاة).
يبلغ طول الجدران حوالي 12 متر، أمّا محيطها فهو 6,0000 متر، 4 أمتار عرضًا و 4 أمتار خندق عميق يمكن رؤيته حتى من خارج الأسوار. وبالإضافة إلى الأبراج الأربعة الواقعة في الزوايا الأربعة، فيوجد أيضًا 72 برج مراقبة وأكثر من 3,000 سور. وفي عام 2004م، تحطم جزء من الجدران الجنوبية ولكن تم إعادة بنائه من جديد. ومع كل هذا، ما تزال بقية أسوار المدينة في حالة سليمة وتُعد من أفضل الأسوار العتيقة التي تمت المحافظة عليها، مما جعلها مركزًا ومحورًا لمواقع التراث.

## المالية
كانت بينغياو هي المركز المالي للصين في أواخر عهد أسرة تشينغ، وخلال تلك الفترة كان يوجد ما يقارب 20 مؤسسة مالية في المدينة والتي تعتبر نصف عدد المراكز المالية بالدولة. فكان مصرف «ريتشاينغتشان» هو الأول في الصين. وقد سيطر مصرف «ريتشاينغتشان» على 50% من تجارة الفضة حين وصلت لأعلى مستوياتها في عهد أسرة تشينغ. واستمر المصرف في الازدهار والنمو إلى أن تعرض للإفلاس في عام 1914 م بسبب ظهور عدة مصارف حديثة. وقد صوّر وجسّد فيلم «إمبراطورية الفضة» كل المحن والصعوبات التي مرّت بها العائلة المالكة للمصرف «شانشى», التي كانت تقطن بينغياو في أوائل القرن العشرين.

## الجغرافية والاقتصاد
تقع بينغياو في الضفة الشرقية لنهر فِن وجنوب غربي حافة مضيق تايوان. تعتبر بينغياو قريبة من «مقاطعة تشى» التي تُعد هي الأخرى من المدن الصينية التاريخية والثقافية.
أما الاقتصاد في بينغياو فهو معتمد على الزراعة إلى حدٍ كبير وعلى لحوم البقر التي تشتهر بها المنطقة. كما وتنتج أيضًا الحبوب، والقطن، والكية.

## المناخ
يعتبر المناخ في بينغياو معتدل، فيكون بارد شتاءً وغالبًا ما يصاحبه رياح شمالية غربية مع بعض الثلوج وضباب شديد، أمّا في الربيع فتختلف درجات الحرارة اختلافا كبيرًا بين الليل والنهار مع القليل من الأمطار وبعض الرياح. وفي فصل الصيف يكون الطقس في أغلب الأحيان حار ورطب وممطر، وفي فصل الخريف تنخفض درجات الحرارة مع القليل من الأمطار والكثير من أشعة الشمس.

## التهديدات
سبّب زيادة عدد السيّاح ضغطًا على الأسوار العتيقة لمدينة بينغياو، فخلال ذروة موسم السياحة يصل عدد زوار المدينة إلى 3 أضعاف سعة المدينة القصوى في اليوم الواحد. عملت المؤسسات غير الربحية لصندوق التراث العالمي منذ 2007م مع حكومة مقاطعة بينغياو لحماية المدينة من المشاكل المختلفة مثل السياحة الجماعية والتنمية العشوائية. فقد وضعت المؤسسات غير الربحية لصندوق التراث العالمي هدفًا للمشروع وهو حماية التراث الثقافي لمدينة بينغياو العتيقة بطريقة أكثر شمولية وبنظامٍ أكثر كجزء من التخطيط المتكامل من برنامج الحفظ والتنمية. فيهدف برنامج تنمية التراث الثقافي لمدينة بينغياو إلى الحفاظ على العمارة الشعبية، وتنشيطها وتنميتها، وتنشيط الفنون التقليدية وإنشاء منطقة تراثية خاصة.

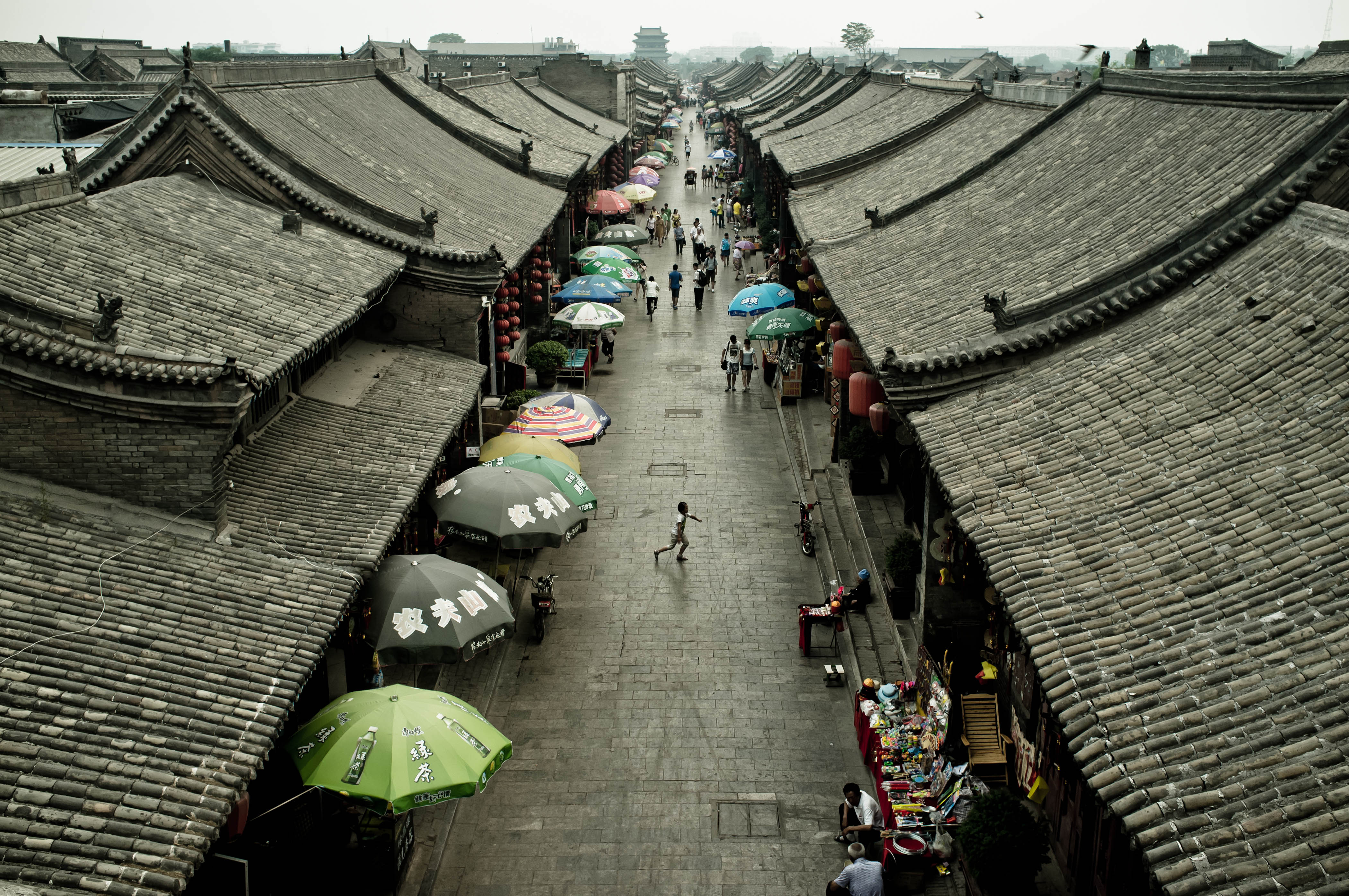
الطريق الرئيسي

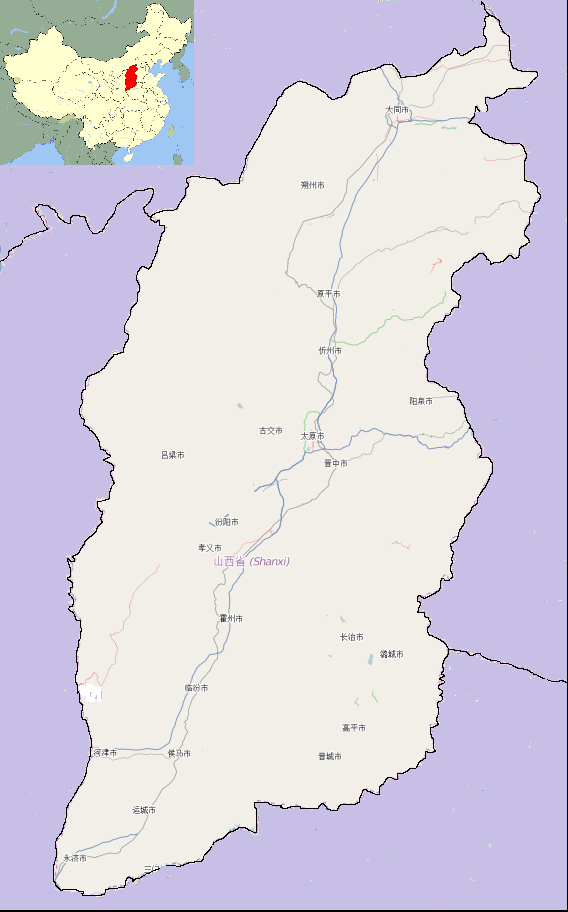
موقع بينغياو في مقاطعة شانشى

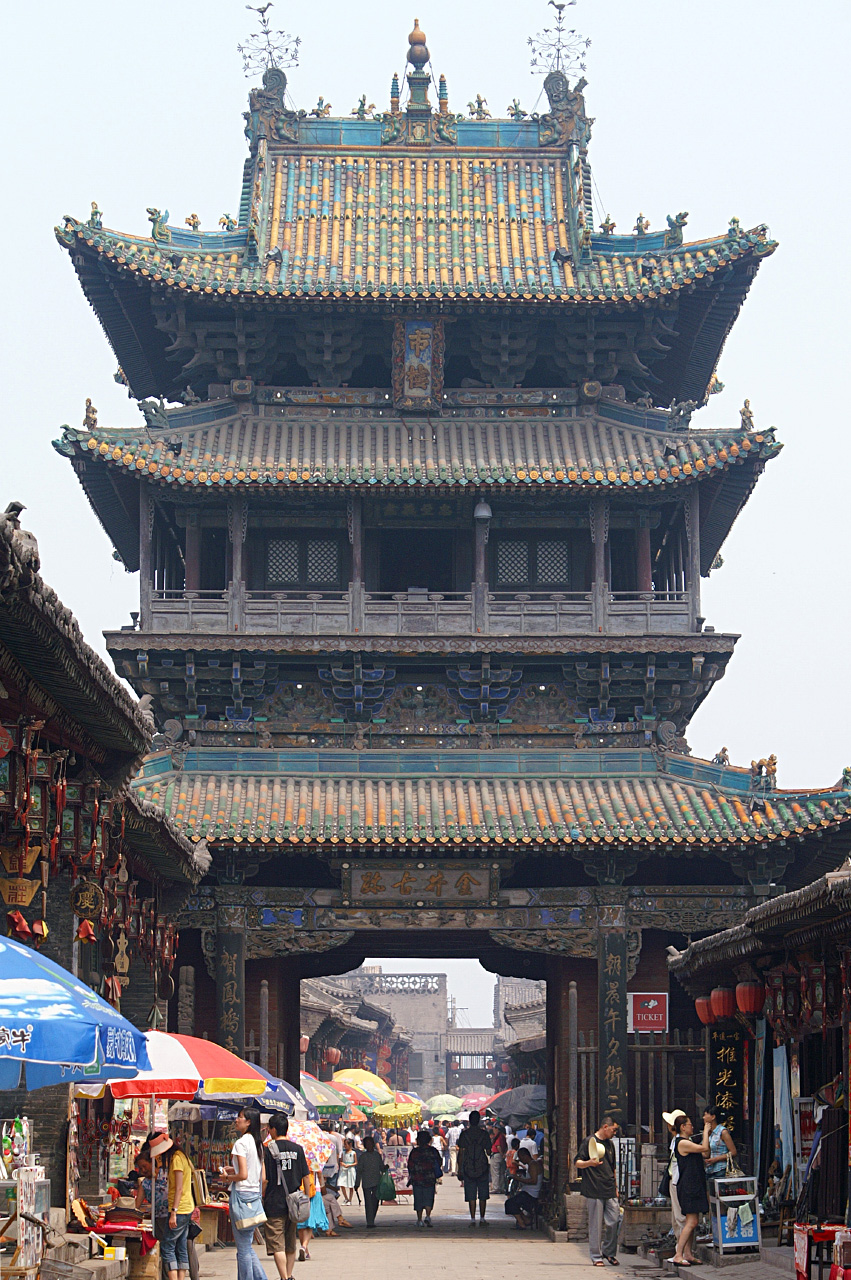
برج التسوق, في القرن الرابع عشر

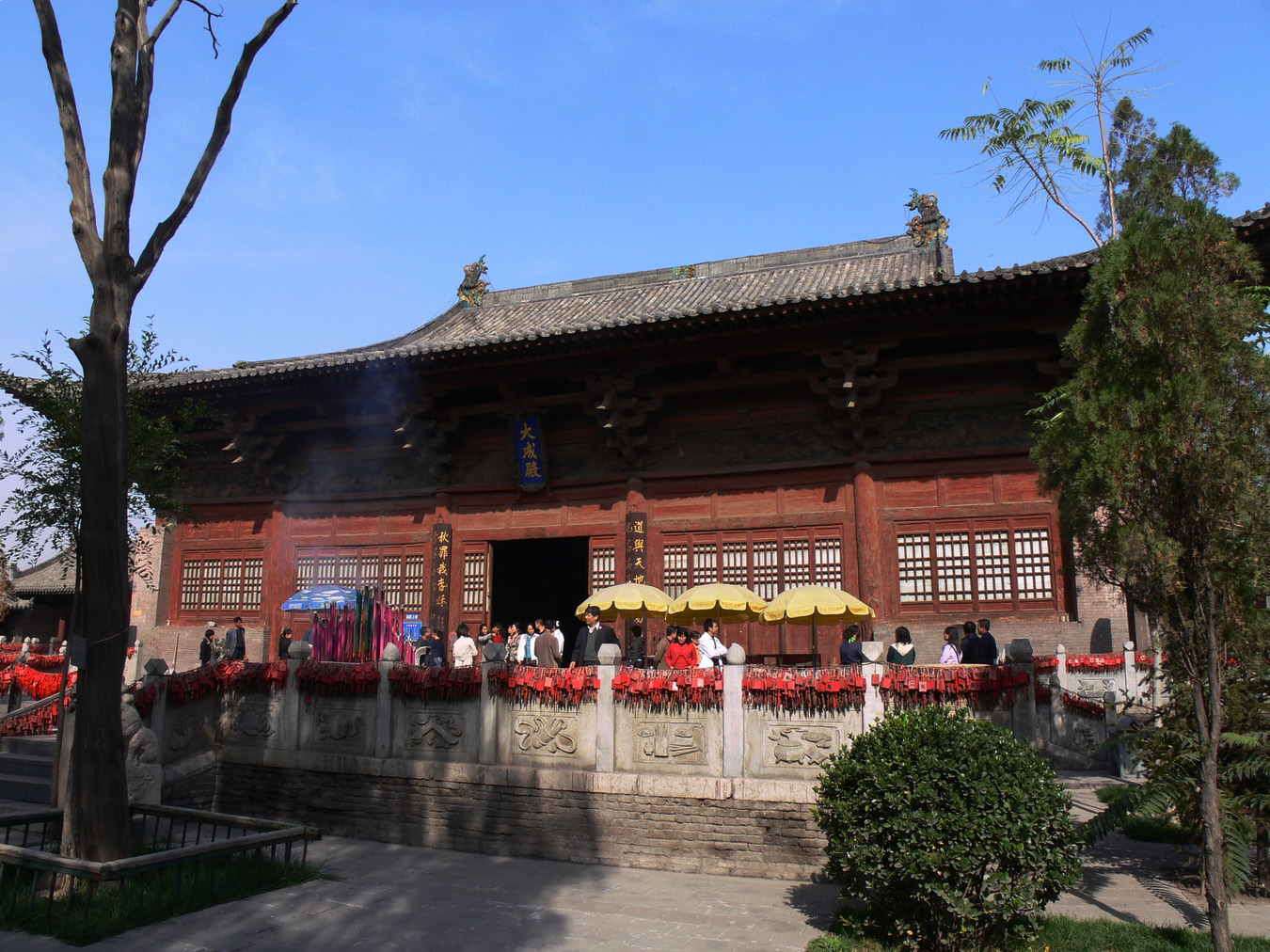
معبد كونفوشيوس بينغياول.

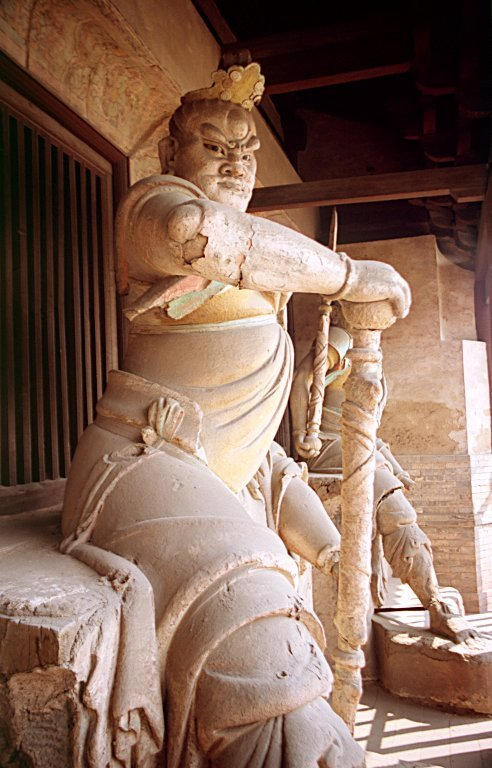
تمثال داخل معبد شوانجلين في بينغياو

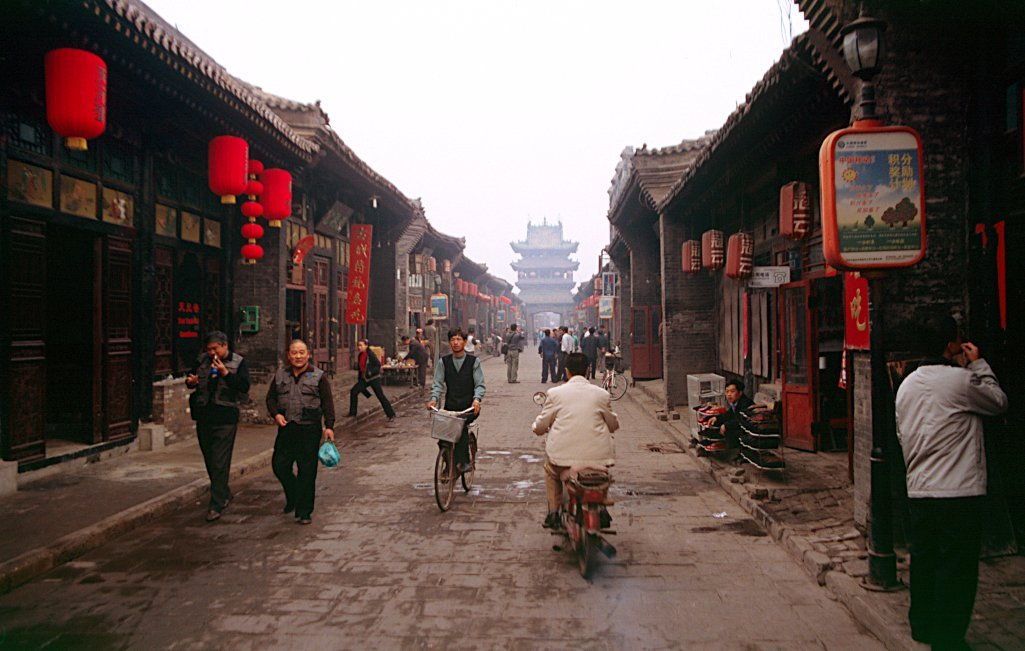
أحد شوارع بينغياو

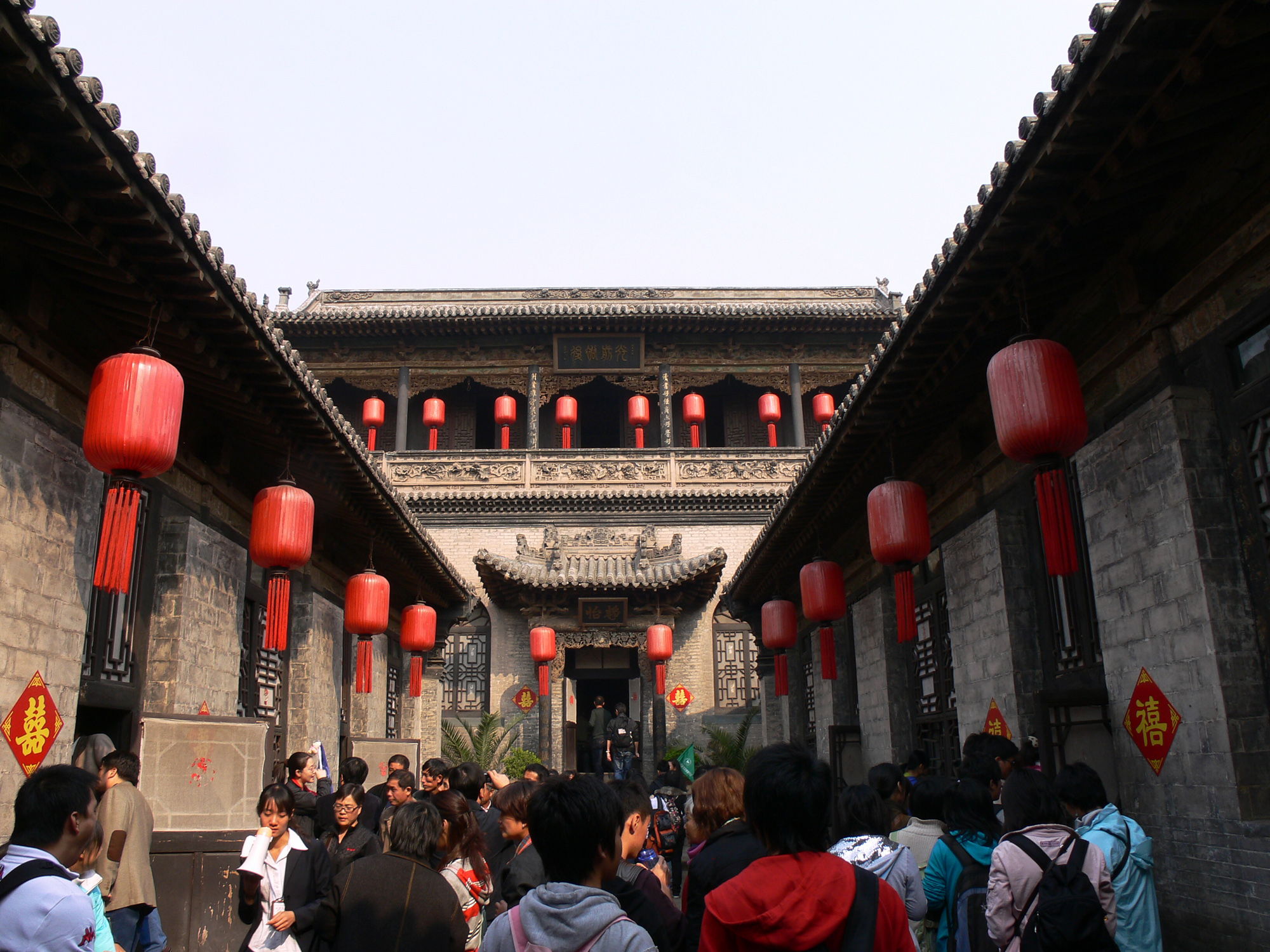
مجمع عائلة تشياو

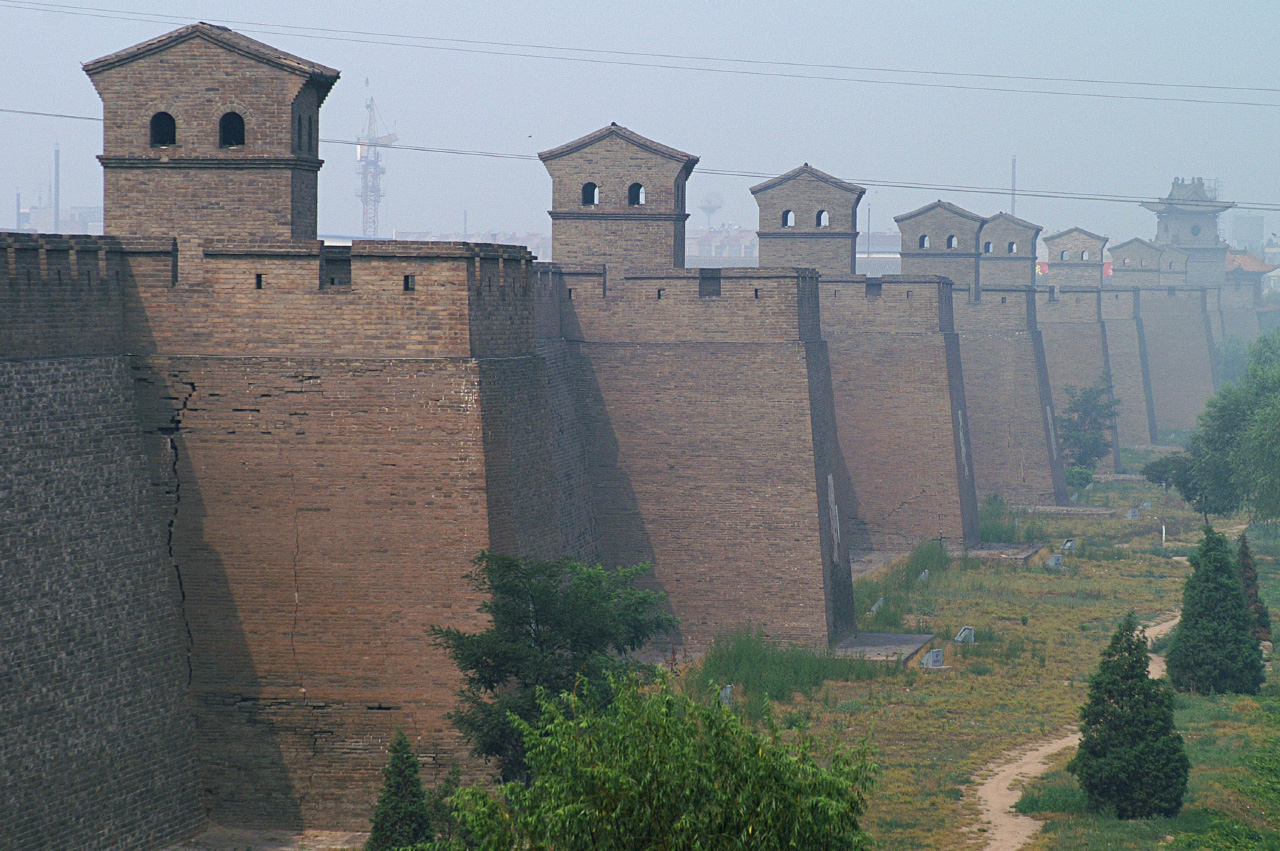
أسوار مدينة بينغياو

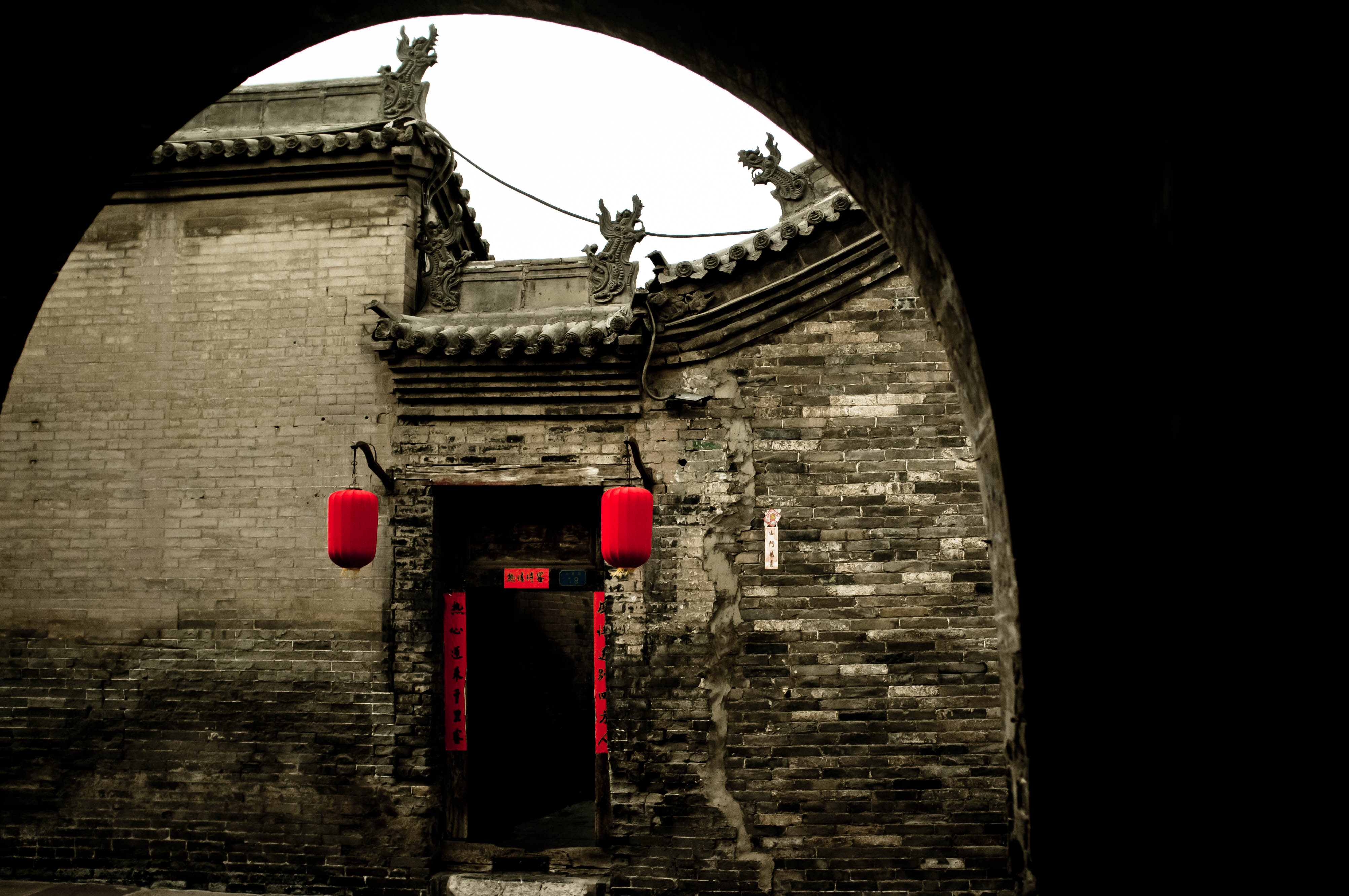
مدخل في أحد الساحات مع الفوانيس الصينية الحمراء.

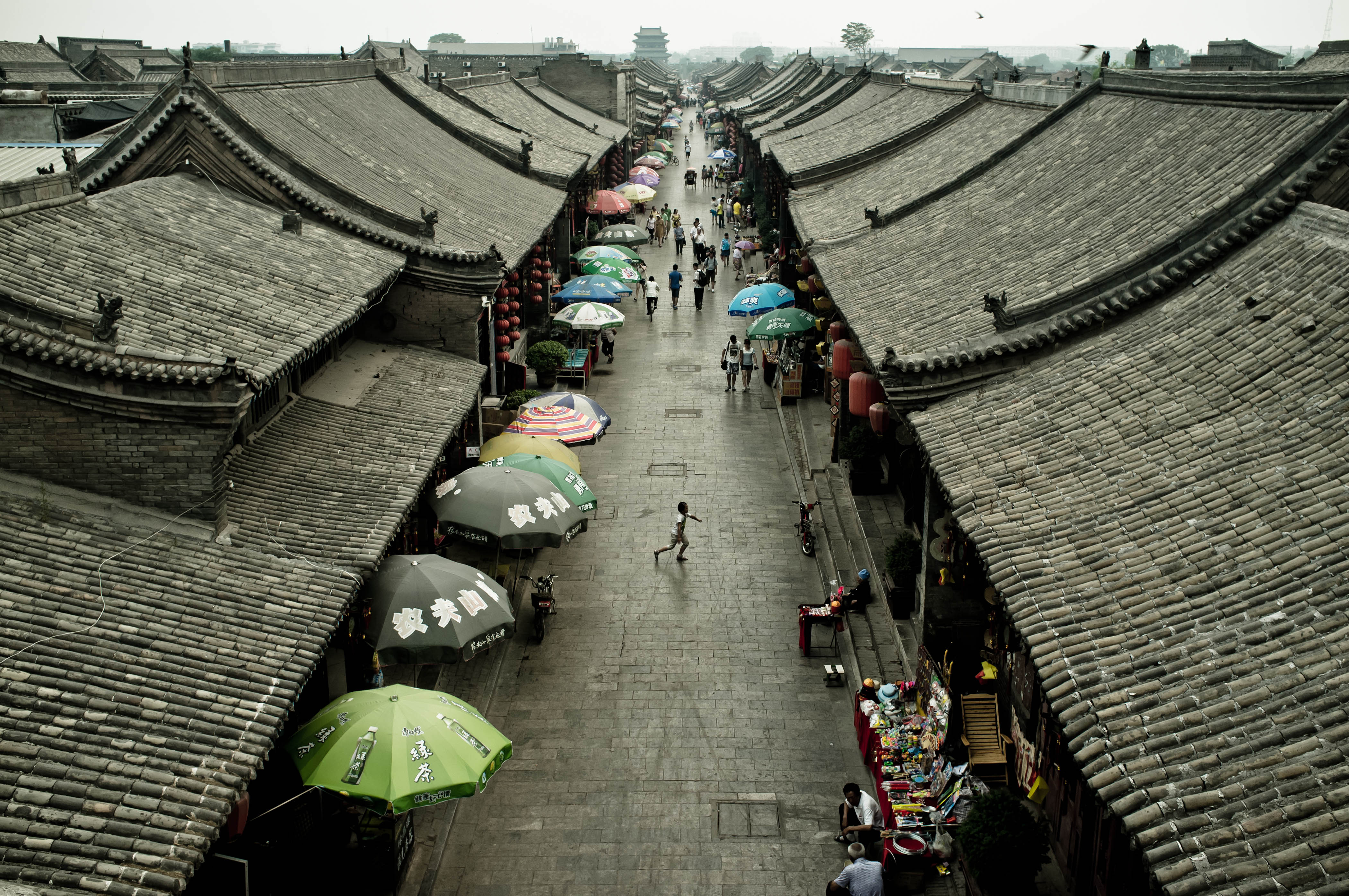
المنظر من برج التسوق

## روابط خارجية
- Official website of Pingyao County Government نسخة محفوظة 17 سبتمبر 2009 على موقع واي باك مشين. (بالصينية)
- Pingyao preservation project summary at صندوق التراث العالمي
- Explore Pingyao with Google Earth on صندوق التراث العالمي
- UN World Heritage - Pingyao
- Well illustrated guide to Pingyao

## انظر ايضاً
- قائمة مواقع التراث العالمي في الصين